# 女体の神秘
『女体の神秘』（にょたいのしんぴ、原題：Helga）は、1967年の西ドイツのドキュメンタリー映画である。 

## 概要
タイトルどおり女性の身体の神秘を捉えた内容であり、マイクロレンズで胎児をとらえた映像が話題となった。素人女性であるヘルガという女性の身体を通して妊娠の仕組み、構造、出産、家族計画、性知識、避妊に至るまで網羅した性科学映画ブームの火付け役になった作品であり、医学的観点から見た至って真面目で少々堅い内容の映画であった。また、1982年にはリバイバル公開もされた。リバイバル時のタイトルは『受精から出産まで女体の神秘』である。

## スタッフ
- 監督：エリック・F・ベンデル
- 撮影：クラウス・ヴェルナー、フリッツ・ベーダー
- 特殊マイクロ・カメラ担当：エルウィン・ブルチック博士
- 協力
  - ヴォルフガング・フリッチェ博士（西ドイツ保健教育中央研究所長）
  - ゲルハルト・デーリング博士（ミュンヘン産婦人科病院）